# Шевкі Аджунер
Шевкі Аджунер (також Акюнер) — турецький фінансист. Директор Європейського банку реконструкції та розвитку в Україні.

## Життєпис
Здобув ступінь бакалавра управління Босфорського університету (Стамбул) (1977), Стокгольмський університет (Швеція), спеціалізація — макроекономіка (1977) і ступінь магістра ділового адміністрування Університету Конкордія (Монреаль, Канада) (1982).
У 1985—1996 рр. — працював у Центральному банку Туреччини, Банку Монреалю та Королівському банку Канади в країнах Північної Америки та Європи, викладав в університеті Конкордія на факультеті комерції.
У 1996—2000 рр. — старший спеціаліст EBIT;
У 2000—2009 рр. — приєднався до Аграрного командування в ЄБРР в Англо-Саксоні, в офісах Кредитного бюро та Агробізнесу;
У 2009—2013 рр. — член Ради директорів ЄБРР у Туреччині. Заступник Директора ЄБРР у Туреччині.
13 квітня 2013 року — призначений директором Європейського банку реконструкції та розвитку в Україні. Він приступив до виконання своїх обов'язків 1 червня 2013 р
З липня 2018 року призначений головою наглядової ради ПАТ "Укрзалізниця.
У листопаді 2018 року очолив наглядову раду НЕК "Укренерго".